# EPrix Paříže
ePrix Paříže (anglicky: Paris ePrix) je jedním ze závodů šampionátu vozů Formule E, pořádané Mezinárodní automobilovou federací. Místem konání je trať Paris Street Circuit, zvaný též Circuit des Invalides, v Paříži, hlavním městě Francie.

## Vítězové ePrix Paříže

### Vítězové v jednotlivých letech
| Rok  | Jezdec           | Konstruktér            | Trať                  | Výsledky |
| ---- | ---------------- | ---------------------- | --------------------- | -------- |
| 2019 | Robin Frijns     | Envision Virgin Racing | Circuit des Invalides | Výsledky |
| 2018 | Jean-Éric Vergne | Techeetah              | Circuit des Invalides | Výsledky |
| 2017 | Sébastien Buemi  | DAMS                   | Circuit des Invalides | Výsledky |
| 2016 | Lucas di Grassi  | ABT Sportsline         | Circuit des Invalides | Výsledky |